# MGM Grand Las Vegas
MGM Grand Hotel er et hotel og kasino i Las Vegas, Nevada i USA. Det er verdens tredjestørste hotel og det andenstørste hotel i Las Vegas. Bare hotellets kasino-afdeling har et areal på på 17 000 m².
Hotellet rummer 6852 værelser fordelt på i alt 30 etager. MGM Grand, Inc stod færdig i 1993 til en omkostning på cirka en milliard dollar.
Udenfor hotellet står en enorm løve som er MGM:s eget symbol, løvetemaet fortsatte også når man gik ind på hotellet/casinoet hvor, der fandets et stort glasbur med rigtige løver frem til 31. januar, 2012. Disse løver var der bare i nogle få timer per dag og blev erstattet af andre løver.